# یوهان گوتلیب فیشته
یوهان گوتلیب فیشته (به آلمانی: Johann Gottlieb Fichte) (زاده ۱۹ مه ۱۷۶۲ – درگذشته ۲۷ ژانویه ۱۸۱۴) فیلسوف و از پایه‌گذاران ایدئالیسم آلمانی بود.

## زندگی
فیشته در سالِ ۱۷۶۲ در زاکسن به دنیا آمد. وی پسر بافندهٔ فقیری بود و در کودکی غازچرانی می‌کرد در اثر ابراز هوش فوق‌العاده مورد توجه یک مرد ثروتمند قرار گرفت و به وسیله او در مدرسه به تحصیل پرداخت در الهیات لیسانس گرفت؛ ولی به علت بی‌میلی به شغل کشیشی، معلم سرخانه شد.
مطالعه در آثار کانت باعث شد که وی شدیداً زیر تأثیر و نفوذ فلسفه کانت قرار بگیرد و بسیاری از عناصر فلسفی او را جزو دستگاه فلسفی خود کند. در سال ۱۷۹۴ به عنوان استاد در دانشگاه ینا استخدام گردید و دیری نگذشت که رهبری ایدئالیسم جدید آلمان در اختیار او گذاشته شد.
در اثر بروز اختلافاتی بین او و دانشگاه ینا، او استعفا داد و به برلین رفت و بین سال‌های ۱۸۰۷ تا ۱۸۰۸ خطابه‌های زیادی بر ضد ناپلئون برای مردم آلمان بازگو کرد و آنها را تشویق نمود که علیه او بجنگند. در سال ۱۸۰۹ وی استاد فلسفهٔ دانشگاه برلین گردید. افکاری که فیشته دربارهٔ «خود» یا «من» اظهار داشته موجب گردیده که فلسفه او ایدئالیسم اخلاقی محسوب گردد.

## کتابشناسی
- بنیاد آموزه فراگیر دانش ترجمه سید مسعود حسینی، نشر حکمت؛ این کتاب بنیاد نظام فلسفی فیشته را تشکیل می‌دهد و آرای این فیلسوف را دربارهٔ فلسفه دین، اخلاق، حق و … روشن می‌کند.
- گفتارهایی دربارهٔ رسالت دانشمند، ترجمهٔ اسماعیل سعادت، انتشارات فرهنگ جاوید ۱۳۹۵

## ترجمه به فارسی
آثار زیر از یوهان گوتلیب فیشته یا در مورد او به زبان فارسی ترجمه شده است:
- ف‍ی‍ش‍ته، ی‍وه‍ان گ‍وتل‍ی‍ب، بنیاد آموزهٔ فراگیر دانش، ترجمهٔ سیدمسعود حسینی، تهران: حکمت، ۱۳۹۵.
- ف‍ی‍ش‍ته، ی‍وه‍ان گ‍وتل‍ی‍ب، بنیاد حق طبیعی بر اساس اصول آموزهٔ دانش، ترجمهٔ سیدمسعود حسینی، تهران: ققنوس، ۱۳۹۷.
- ف‍ی‍ش‍ته، ی‍وه‍ان گ‍وتل‍ی‍ب، در باب روح و لفظ در فلسفه: رساله‌ای در زیبایی‌شناسی، ترجمهٔ سیدمسعود حسینی، تهران: شب‌خیز، ۱۳۹۸.
- ف‍ی‍ش‍ته، ی‍وه‍ان گ‍وتل‍ی‍ب، مقصود انسان، ترجمهٔ علی فردوسی، تهران: دیبایه، ۱۳۹۶.
- ف‍ی‍ش‍ته، ی‍وه‍ان گ‍وتل‍ی‍ب، نظام آموزهٔ اخلاق: براساس اصول آموزهٔ دانش، ترجمه از آلمانی به انگلیسی دنیل بریزیل و گونتر تسولر، ترجمه از انگلیسی سیدمسعود حسینی، تهران: نشر مرکز، ۱۳۹۶.
- ف‍ی‍ش‍ته، ی‍وه‍ان گ‍وتل‍ی‍ب، گفتارهایی دربارهٔ رسالت دانشمند، ترجمهٔ اسماعیل سعادت، تهران: فرهنگ جاوید، ۱۳۹۵.

### دربارهٔ فیشته
- ه‍گ‍ل، گ‍ئ‍ورگ وی‍ل‍ه‍ل‍م ف‍ری‍دری‍ش، تفاوت میان دستگاه فلسفی فیخته و شلینگ در رابطه با مقالات راین‌هولد دربارهٔ …، ترجمهٔ زیبا جبلی، تهران: شفیعی، ۱۳۹۶.
- ق‍ی‍ص‍ر، ن‍ذی‍ر، اق‍ب‍ال و ش‍ش ف‍ی‍ل‍س‍وف غ‍رب‍ی (ف‍ی‍خ‍ت‍ه، ش‍وپ‍ن‍ه‍اور، ن‍ی‍چ‍ه، ج‍ی‍م‍ز، ب‍رگ‍س‍ون، م‍ک ت‍اگ‍ارت)، ت‍رج‍م‍هٔ م‍ح‍م‍د ب‍ق‍ای‍ی م‍اک‍ان، ت‍ه‍ران: ی‍ادآوران، ۱۳۸۴.
- ای‍ک‍ن، ه‍ن‍ری دی‍وی‍د، ع‍ص‍ر ای‍دئ‍ول‍وژی: فلاسفهٔ قرن نوزدهم، نوشته‌های اساسی فیخته، هگل، شوپنهاور، کنت، میل، اسپنسر …، ت‍رج‍م‍هٔ اب‍وطال‍ب ص‍ارم‍ی، ت‍ه‍ران: امیرکبیر، کتاب‌های جیبی: فرانکلین، ۱۳۴۲.
- نویهاوزر، فردریک، نظریهٔ سوبژکتیویته در فلسفهٔ فیخته، ترجمهٔ سیدمسعود حسینی، تهران: ققنوس، ۱۳۹۲.
- ک‍اپ‍ل‍س‍ت‍ون، ف‍ردری‍ک چ‍ارل‍ز، ت‍اری‍خ ف‍ل‍س‍ف‍ه، جلد هفتم: از فیشته تا نیچه، ت‍رج‍م‍هٔ داریوش آشوری، ت‍ه‍ران: ش‍رک‍ت ان‍ت‍ش‍ارات ع‍ل‍م‍ی و ف‍ره‍ن‍گ‍ی، ۱۳۸۸.
- معماری، زهره، ظهور دیالکتیک آلمانی: گذار از روش استعلایی کانت به روش دیالکتیک فیشته، ویراستار علمی پگاه مصلح، ویراستار ادبی لیدا شجاعی، تهران: پژوهشگاه علوم انسانی و مطالعات فرهنگی، ۱۳۹۶.
- بایزر، فردریک سی. فرجام عقل: فلسفهٔ آلمانی از کانت تا فیشته، ترجمهٔ سید محمدجواد سیدی، تهران: انتشارات دنیای اقتصاد، ۱۳۹۷.
- ب‍ری‌زی‍ل، دان‍ی‍ل، فیشته، ترجمهٔ سید مسعود حسینی، تهران: ققنوس، ۱۳۹۴.